# Joseph Alfred Micheler
Joseph Alfred Micheler (Phalsbourg, 23 settembre 1861 – Lione, 17 marzo 1931) è stato un generale francese della prima guerra mondiale. Discendente da una famiglia di militari, era figlio del generale di brigata Charles Micheler, che combatté a Spicheren nel 1870, fratello minore del futuro generale di divisione Frédéric Henry Micheler, e nipote del colonnello dell'esercito imperiale Jacob Metzinger.

## Biografia

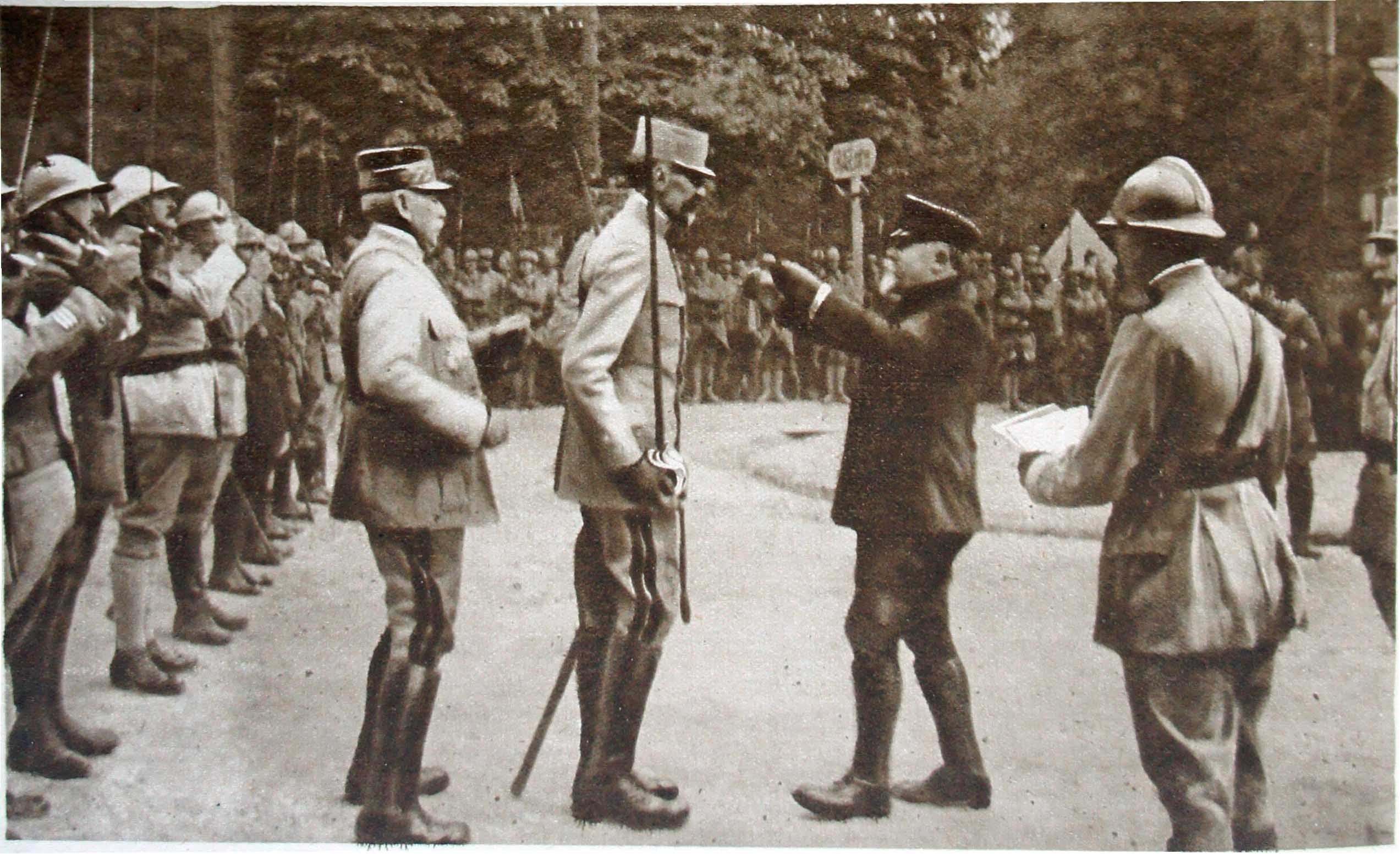
Il generale Micheler decorato con la Croce di Commendatore della Legion d'onore dal Presidente della Repubblica Raymond Poincaré.

Nacque a Phalsbourg il 23 settembre 1861, figlio di Charles, militare di carriera, e di Marie Thiéry. Intraprese la carriera militare nel 1880, quando fu ammesso all'École spéciale militaire de Saint-Cyr, uscendone (Promozione des Kroumirs) con il grado di sottotenente di complemento nel corso del 1882, assegnato all'Arma di fanteria. La sua carriera militare proseguì senza intoppi, tenente nel 1886, capitano nel 1891, maggiore nel 1901, tenente colonnello nel 1909 e colonnello il 23 dicembre 1912. Il 23 settembre 1913 assunse l'incarico di Capo di Stato maggiore del VI Corpo d'armata, sotto il comando del generale Albert d'Amade.

### La prima guerra mondiale
Allo scoppio della prima guerra mondiale il VI Corpo d'armata del generale Sarrail operava in seno alla IIIe Armée del generale Pierre Ruffey. Partecipò alla battaglia delle Frontiere, a quella delle Ardenne. Il 27 ottobre 1914 fu promosso al rango di Generale di brigata, passando come Capo di Stato maggiore al Quartier generale della 1ª Armata il 6 gennaio 1915. Il 3 agosto assunse il comando della 53ª Divisione di fanteria della riserva, ricoprendo tale incarico fino al 25 marzo 1916. Quello stesso giorno fu promosso al grado di Generale di divisione a titolo temporaneo, assumendo il comando del XXXVIII Corpo d'armata. Il 4 aprile fu nominato comandante della Xe Armée, diventando generale di divisione effettivo il 22 giugno. Dal 1º luglio al 22 novembre guidò l'armata durante la battaglia della Somme, lasciando il comando il 27 dicembre.

### La seconda e terza battaglia dell'Aisne
Il 1º gennaio 1917 assunse il comando del Gruppo d'Armate della Riserva (Groupe d'Armées de Réserve, GAR), che doveva sfruttare il previsto successo dell'offensiva pianificata del generale Nivelle, nuovo comandante supremo dell'esercito francese, per i mesi di aprile e maggio.
Tale prevista offensiva venne fortemente osteggiata sia dal Ministro della guerra Lyautey, che dai Capi di stato maggiore Philippe Pétain e Douglas Haig. Il Ministro della guerra Louis Hubert Gonzalve Lyautey giunse a dimettersi poche settimane prima dell'inizio dell'attacco, provocando la caduta del governo Briand. Nuovamente nominato capo del governo, Briand rimpiazzò Lyautey con il generale Roques, e, seppure a malincuore, diede il via libera all'attacco. Considerato anch'egli tra gli oppositori di Nivelle, pur non esprimendo mai apertamente il suo dissenso, uscì apertamente allo scoperto dopo il clamoroso fallimento dell'offensiva, fermatasi sullo Chemin des Dames con la morte di quasi 350.000 uomini, che portò l'esercito francese sull'orlo dell'ammutinamento. Dal 6 maggio al 1º giugno ricoprì l'incarico di comandante della Ie Armée. Dopo lo scioglimento del Gruppo d'Armate della Riserva, il 22 maggio assunse il comando della Ve Armée, mantenendolo fino al 10 giugno 1918 quando fu sostituito dal generale Edmond Buat. La sostituzione avvenne in seguito all'esito della Terza battaglia dell'Aisne, quando il fronte tenuto dalla VIe Armée fu rotto, ed i tedeschi arrivarono a 56 km da Parigi prima di poter essere definitivamente fermati. Il suo rifiuto di applicare la direttiva Pétain che richiedeva una difesa in profondita, schierando invece le truppe in prima linea, contribuì alla sconfitta, ed il Capo del governo Georges Clemenceau fece in modo che fossero destituiti sia lui che il comandante della VIe Armée, generale Denis Auguste Duchêne.
Messo a disposizione dello Stato maggiore, vi rimase fino al maggio 1919 quando andò definitivamente in pensione. Si spense a Nizza il 17 marzo 1931, ed il suo corpo fu inumato nella tomba di famiglia sita nel Cimitero di Saint-Roch a Grenoble.

## Pubblicazioni
- Le général Alfred Micheler (1914-1918) d'après ses notes, sa correspondance et les souvenirs personnels de l'auteur, con Émile Emmanuel Herbillon, Librairie Plon, Paris, 1934

### Annotazioni
1. ↑  Così come suo fratello Henry, e suo nipote Olgierd Comte de Bytyn Kurnatowski. Quest'ultimo era nato il 19 dicembre del 1920, e morì il 12 luglio 1944 all'età di 24 anni.

### Fonti
1. 1 2 3 4  Tucker, Matysek Wood, Murphy 1996, p. 483.
2. ↑  Wawro 2003, p. 107.
3. 1 2 3 4 5 6 7 8 9  Bourne 2002, p. 205.
4. ↑  Association des élèves et anciens élèves de l'école spéciale militaire de Saint-Cyr | La Saint-Cyrienne
5. 1 2  Tucker, Roberts 2005, p. 105.
6. ↑  Tucker, Roberts 2005, p. 106.
7. 1 2 3  Tucker, Roberts 2005, p. 107.
8. ↑  Tucker, Roberts 2005, p. 110.
9. ↑  Tucker, Roberts 2005, p. 109.